# Онзима, Пепе Джулиан
Пепе Джулиан Онзима (Онзьема, родился 30 ноября 1980 г.) —угандийский трансгендерный ЛГБТ-активист и правозащитник.

## Деятельность
В 2012 году Глобальная инициатива Клинтона назвала его гражданином мира за его работу в области защиты прав человека и правозащитную деятельность. Его работа в этом ключе началась в 2003 году. С тех пор он участвовал в организации празднования гей-прайдов в Уганде. Онзима — директор программ в организации по защите прав ЛГБТИ-людей Sexual Minorities Uganda (SMUG). 
В 2014 году он сформировал профильную коалицию из 55 организаций гражданского общества Уганды, чтобы остановить ужесточение антигомосексуального законодательства (новый закон объявлял гомосексуальность преступлением, караемым вплоть до смертной казни). Через шесть месяцев после принятия законопроекта коалиция одержала победу в суде, отменив закон по формальным причинам.
За свою деятельность неоднократно (по крайней мере семь раз) подвергался арестам, а также насилию, в результате которого потерял слух на левое ухо и нуждался в госпитализации. 

## Международная известность
В 2012 году его пригласили на угандийское телешоу «Утренний бриз» с телеведущим Саймоном Каггва Ньяла, чтобы присоединиться к дебатам о сексуальных меньшинствах и их положении в Уганде. Интервью позже превратилось в дикий спор, когда пастор и анти-гей активист Мартин Ссемпа позвонил, а затем персонально ворвался на шоу, пытаясь дискредитировать Онзиму с помощью фруктов и овощей, крича на ведущего на английском и лугандском языках.
Само интервью было загружено в Интернет и стало предметом различных мемов. В 2013 году Онзима вошел в шорт-лист премии Дэвида Като «Зрение и голос», проводимой в честь убитого друга и коллеги Дэвида Като, а также его коллеги по защите прав сексуальных меньшинств Уганды.
В 2014 году он дал интервью Джону Оливеру в американском телесериале «На прошлой неделе сегодня вечером» о ситуации с правами человека для ЛГБТ в Уганде. Благотворительная организация по защите прав лесбиянок, геев, бисексуалов и трансгендеров (ЛГБТ) в Соединенном Королевстве Stonewall выбрала Онзиму героем года в 2014 году.

Несмотря на преследования, Онзима заявляет:
Я люблю эту страну до безумия, и моя работа — сделать её тем местом, каким она является на самом деле. Она прекрасна. Там прекрасные люди, и я просто вношу толику, чтобы сохранить её для людей, которые придут после меня. 

## Личная жизнь
Первоначально Онзима идентифицировала себя как лесбиянку, а теперь живёт как транс-мужчина. Он проживает в Кампале.